# Lycochoriolaus angustatus
Lycochoriolaus angustatus là một loài bọ cánh cứng trong họ Cerambycidae.